# وقفة رجالة (فلم)
وقفة رجالة: فيلم كوميدي مصري من إنتاج سنة 2021. الفيلم من إخراج أحمد الجندي، وتأليف هيثم دبور، وإنتاج تامر مرسي، ومن بطولة ماجد الكدواني، وبيومي فؤاد، وسيد رجب، وشريف دسوقي، ومحمد سلام، وأمينة خليل.
في أبريل 2021 حقق الفيلم في المملكة العربية السعودية 220 مليون جنيه مصري (52،625،412 ريال سعودي).وفي يوليو 2021 أعلنت السينما السعودية أن فيلم وقفة رجالة حقق أكثر من مليون تذكرة، وأرباح تجاوزت 15.8 مليون دولار (248 مليون جنيه مصري)، وبذلك يكون الفيلم الأعلى إيراد في تاريخ  شباك التذاكر في المملكة العربية السعودية، وحقق إيرادات عشرة أضعاف ما حققه في مصر.فحقق إيرادات بلغت 25 مليون جنيه مصري في جمهورية مصر العربية، كما حقق إيرادات 16 مليون جنيه مصري في الإمارات العربية المتحدة.

## ملخص القصة
تدور أحداث العمل في قالب كوميدي حول مجموعة من الأصدقاء الذين يجتمعون بعد سنوات لمساعدة أحدهم في الخروج من ورطة كبيرة، وتتطوّر الأحداث لتقودهم للسفر إلى إحدى المدن الساحلية.

## طاقم التمثيل
- ماجد الكدواني بدور شُهدي
- بيومي فؤاد بدور عزايزي
- سيد رجب بدور عادل
- شريف دسوقي بدور حسين
- محمد سلام بدور مصطفى
- أمينة خليل بدور ماهي
- مصطفى منصور بدور ظابط
- باسم موريس عدلي بدور زوج أبنة حسين
- سوسن بدر
- إيمان السيد
- صفاء الطوخي

## شباك التذاكر
في المملكة العربية السعودية صدر وقفة رجالة في 14 يناير 2021. وبعد عرض مدة ثلاثة أسابيع، تم إغلاق السينمات في السعودية ما بين 04 فبراير و6 مارس 2021. وفي 30 مارس 2021 أعلن حساب السينما السعودية الرسمي أن فيلم وقفة رجالة حقق  نصف مليون تذكرة مقابل إجمالي 35 مليون ريال سعودي (146 مليون جنيه مصري) في 6 أسابيع عرض.  وأصبح وقفة رجالة أول فيلم يبيع أكثر من نصف مليون تذكرة منذ إعادة افتتاح دور السينما في المملكة العربية السعودية في عام 2018. وفي 14 أبريل 2021، والأسبوع الثامن - الثاني عشر مع الإغلاق - من عرض الفيلم حقق 765،412 تذكرة مقابل إجمالي 52،625،412 ريال سعودي (220 مليون جنيه مصري).وفي يوليو 2021 أعلنت السينما السعودية أن فيلم وقفة رجالة حقق أكثر من مليون تذكرة، وأرباح تجاوزت 15.8 مليون دولار (248 مليون جنيه مصري)، وبذلك يكون الفيلم الأعلى إيرادات في تاريخ  شباك التذاكر في المملكة العربية السعودية حتى يوليو 2021.
حقق وقفة رجالة إيرادات بلغت 25,455,961 جنيه مصري في جمهورية مصر العربية في 13 أسبوعًا، و16 مليون جنيه مصري في الإمارات العربية المتحدة.وبإجمالي 290 مليون جنيه مصري (18.5 مليون دولار)، وأصبح الفيلم الأعلى ربحًا على الإطلاق في جميع أنحاء العالم العربي.

## الإنتاج
- كتب هيثم دبور قصة وسيناريو الفيلم، وكان الفيلم من إخراج أحمد الجندي. المنتج تامر مرسي.

## وصلات خارجية
- مقالات تستعمل روابط فنية بلا صلة مع ويكي بيانات